# Chris Pincher
Christopher John Pincher (Walsall, 24 settembre 1969) è un politico inglese, membro del Partito Conservatore e del Parlamento dal 2010 al 2023.
Nel luglio del 2022, dopo essere stato nominato vicecapogruppo del Partito Conservatore alla Camera dei Comuni, viene accusato di molestie sessuali, circostanza che ha portato come conseguenza concausale alle dimissioni di Boris Johnson dalla guida del partito dei Tory e alle dimissioni del governo. Già in passato, nel 2017, era stato implicato nelle accuse di cattiva condotta sessuale da Tom Blenkinsop e Alex Story.

## Biografia
Pincher è nato a Walsall ed è cresciuto a Wombourne, nello Staffordshire. È membro del Partito conservatore dal 1987, essendo stato politicizzato dallo sciopero dei minatori del 1984-85. È stato vicedirettore del Conservative Collegiate Forum, seguito dal presidente della Islington North Constituency Association, il collegio elettorale rappresentato da Jeremy Corbyn dal 1983. È stato indicato come futuro membro del gabinetto prima delle elezioni generali del 1997, in cui si candidò al Parlamento; è arrivato secondo, con il 24% dei voti. 
Pincher è stato un membro della campagna di successo di Iain Duncan Smith per la leadership del partito nel 2001. Non è stato eletto nel 2005 quando si è candidato per la prima volta a Tamworth, ottenendo uno swing del 2,8% dai laburisti. Sebbene Brian Jenkins abbia mantenuto il seggio, Pincher ha detto di aver vinto nelle discussioni, dopo aver fatto una campagna per una maggiore disciplina della polizia e della scuola.